# Olympische Jugend-Sommerspiele 2018/Teilnehmer (Venezuela)
| Gelbes Symbol für Goldmedaillen mit stilisierten Olympischen Ringen | Graues Symbol für Silbermedaillen mit stilisierten Olympischen Ringen | Braundes Symbol für Bronzemedaillen mit stilisierten Olympischen Ringen |
| ------------------------------------------------------------------- | --------------------------------------------------------------------- | ----------------------------------------------------------------------- |
| 2                                                                   | —                                                                     | —                                                                       |

Die Jugend-Olympiamannschaft aus Venezuela für die III. Olympischen Jugend-Sommerspiele vom 6. bis 18. Oktober 2018 in Buenos Aires (Argentinien) bestand aus 53 Athleten.

## Athleten nach Sportarten

### Basketball
| Mädchen - 3x3: 13. Platz - Odeth Betancourt Shoot-out: 17. Platz - Luisanny Zapata Shoot-out: 17. Platz - Jairennys Arias - Dayenlys Véliz | Jungen - 3x3: 14. Platz - Omar Márquez Dunk: DNS - Héctor Ortega - Irvin Heredia - Enderson Alcalá |

### Beachhandball
| Mädchen - 8. Platz - Miraidy Suárez - Lilesky Reolón - Wisleidy Medina - Milena Cordero - Paola Parra - Risandry Solar - Milangela Tovar - Iskari Águilar - Emilis Ojeda | Jungen - 7. Platz - Mauriel Meza - Dixon Silva - Michael Márquez - Rainer Seijas - Denyer Guzmán - Álvaro Torres - Sanders Peñaloza - Ednelson Noel - Dairo López |

### Beachvolleyball
| Mädchen - Diana Ramírez - Urimar Narváez 9. Platz | Jungen - Gonzalo Matias Melgarejo Britos - Gabriel Efrain González Hernández 17. Platz |

### Boxen
Jungen
- Giodanny Jiménez
Mittelgewicht: 5. Platz

### Fechten
Mädchen
- Anabella Acurero
Florett Einzel: 4. Platz
Mixed: 7. Platz (im Team Amerika 2)

### Gewichtheben
| Mädchen - Katherin Echandia Bantamgewicht: Gold | Jungen - Carlos Trejo Federgewicht: 5. Platz |

### Inline-Speedskating
Jungen
- Gustavo Rodríguez
Kombination: 13. Platz

### Judo
| Mädchen - María Giménez Klasse bis 44 kg: Gold Mixed: 9. Platz (im Team Seoul) | Jungen - Carlos Páez Klasse bis 81 kg: 7. Platz Mixed: Gold (im Team Beijing) |

### Leichtathletik
| Mädchen - Orangy Jiménez 100 m: 13. Platz - María Ascanio 3000 m: 16. Platz - Silennis Vargas Hammerwurf: 12. Platz | Jungen - Francisco Díaz 110 m Hürden: DNF - Armando Bustos Hochsprung: 13. Platz |

### Moderner Fünfkampf
Jungen
- Ángel Hernández
Einer: 22. Platz
Mixed: 16. Platz (mit Elzbieta Adomaitytė  Litauen)

### Radsport
- Yeinkerly Hernández
BMX Freistil Mixed: 4. Platz (mit Patriks Vīksna  Lettland)

### Reiten
- Bernardo Lander
Springen Einzel: DNF
Springen Mannschaft: 4. Platz (im Team Südamerika)

### Ringen
Mädchen
- María José Mosquera
Freistil bis 49 kg: 7. Platz
- Mayra Parra
Freistil bis 57 kg: 6. Platz

### Schwimmen
| Mädchen - Andrea Santander 100 m Freistil: 30. Platz 200 m Lagen: 28. Platz - Lismar Lyon 50 m Schmetterling: 19. Platz 100 m Schmetterling: 17. Platz | Jungen - Enrique Andrade 200 m Schmetterling: 17. Platz |

### Segeln
Mädchen
- María Álvarez
Kiteboarding: 8. Platz

### Triathlon
Mädchen
- Karina Clemant
Einzel: 17. Platz
Mixed: 6. Platz (im Team Amerika 2)

### Turnen

#### Gymnastik
Jungen
- Víctor Betancourt
Einzelmehrkampf: 31. Platz
Boden: 29. Platz
Pferd: 33. Platz
Barren: 13. Platz
Reck: 34. Platz
Ringe: 23. Platz
Seitpferd: 26. Platz
Mixed: 10. Platz (im Team Braun)